# Safijouka
Safijouka (biał. Сафіёўка; ros. Софиёвка, Sofijowka) – wieś na Białorusi, w obwodzie witebskim, w rejonie orszańskim, w sielsowiecie Wysokaje, przy drodze republikańskiej R87.